# Giuseppina Carlotta del Belgio
Giuseppina Carlotta del Belgio (nome completo in francese Joséphine-Charlotte Stéphanie Ingeborg Elisabeth Marie-José Marguerite Astrid; Bruxelles, 11 ottobre 1927 – Fischbach, 10 gennaio 2005) è stata granduchessa consorte del Lussemburgo dal 1964 al 2000, come moglie del granduca Giovanni.

## Biografia

### Nascita ed educazione

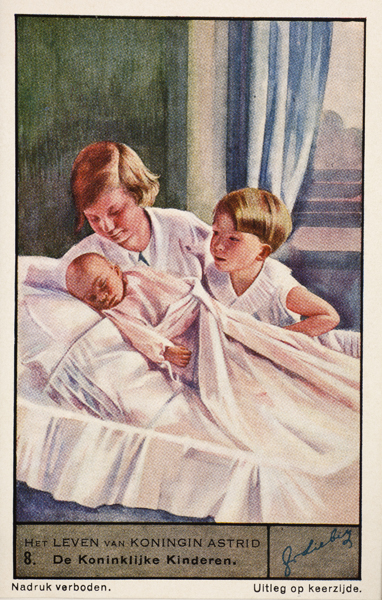
Giuseppina Carlotta ritratta con i fratelli in una cartolina del 1936

Giuseppina Carlotta era la figlia maggiore del re Leopoldo III (fratello della regina consorte d'Italia Maria José) e di Astrid di Svezia. I suoi nonni paterni erano il re Alberto I e la duchessa Elisabetta in Baviera; quelli materni i principi Carlo di Svezia e Ingeborg di Danimarca. I suoi fratelli furono i re Baldovino e Alberto II. 
Dalla fine del 1940 al 1942 studiò al Pensionnat de la Vierge Fidèle a Bruxelles e in seguito ricevette lezioni private al castello di Laeken. A Ginevra proseguì la sua formazione scolastica, prima presso l'École Superieure de Jeunes Filles, dove si appassionò in particolare di chimica, inglese, letteratura francese e storia, poi seguendo i corsi di psicologia infantile del professore Jean Piaget all'Università della città.

### Gioventù e seconda guerra mondiale

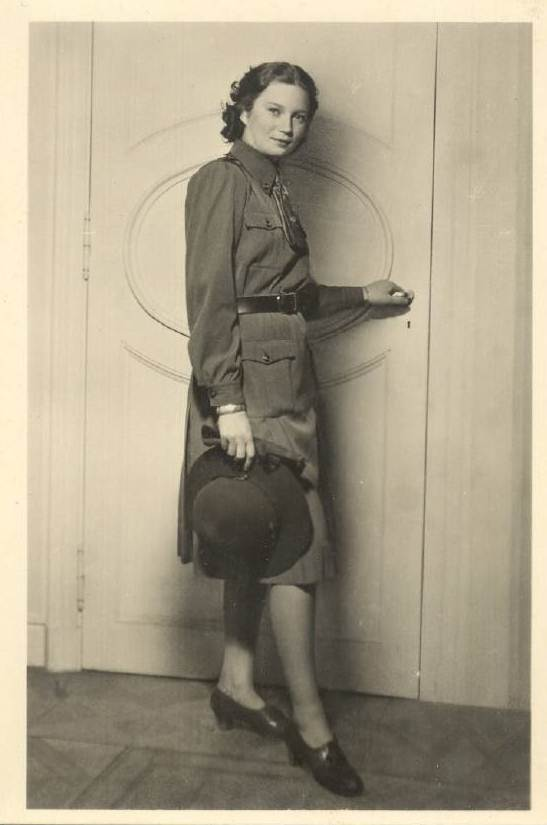
La principessa Giuseppina Carlotta in uniforme da crocerossina

Il 29 agosto del 1935 la madre di Giuseppina morì, vittima di un incidente automobilistico nei pressi di Küssnacht, in Svizzera. Il padre si risposò l'11 settembre del 1941 con Mary Lilian Baels. I suoi fratellastri sono stati il principe Alexandre del Belgio e le principesse Marie-Christine e Marie-Esméralda del Belgio. 
Durante la seconda guerra mondiale le forze militari tedesche tennero tutta la famiglia reale belga prigioniera: dal 1940 al 1944 nel castello di Laeken, poi, dopo lo sbarco delle forze alleate in Normandia, in un campo di prigionia tedesco ed infine in uno austriaco, dove vennero liberati solo nel maggio del 1945.
Terminata la guerra, in Belgio scoppiò la "Questione reale" e re Leopoldo, con la famiglia, fu costretto a vivere in esilio in Svizzera fino al 1950, mentre in patria il fratello minore Carlo Teodoro assunse la reggenza al suo posto.
Nel 1949, nel periodo più difficile della "Questione reale", Giuseppina effettuò un'importante missione di riconciliazione, ritornando ufficialmente in Belgio per recarsi sulla tomba della madre e, inaspettatamente, fu accolta dal popolo belga in modo trionfale.

### Matrimonio
Giuseppina sposò il 9 aprile del 1953 il principe Giovanni di Lussemburgo, allora granduca ereditario del Lussemburgo, figlio della granduchessa Carlotta di Lussemburgo e del principe Felice di Borbone-Parma.

### Impegni reali

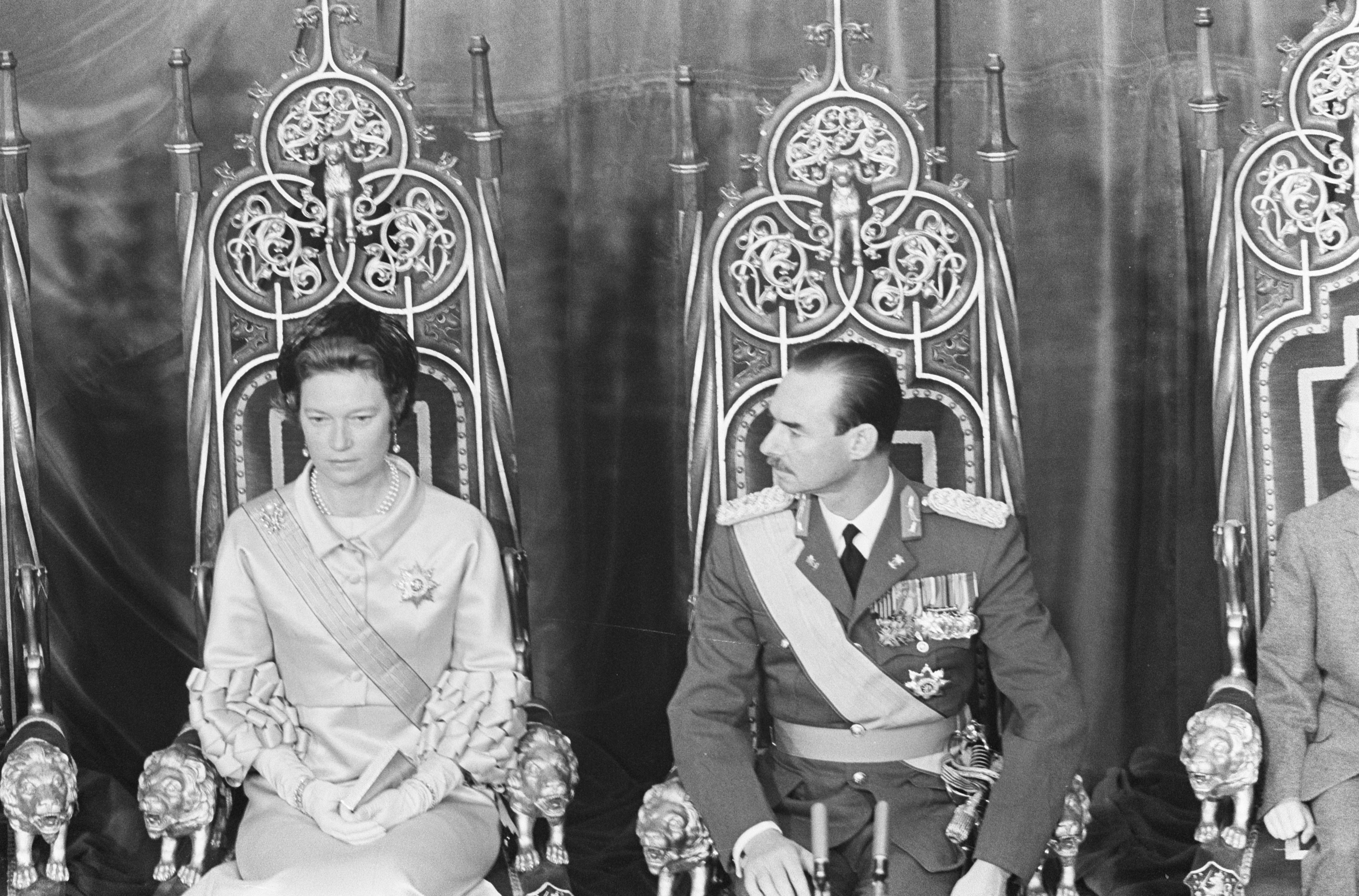
La granduchessa Giuseppina e il granduca Giovanni di Lussemburgo sul trono

La granduchessa Carlotta di Lussemburgo, madre di Giovanni, abdicò il 12 novembre del 1964 in favore del figlio. Dal 1964 al 2000 Giuseppina Carlotta sostenne il suo ruolo di granduchessa svolgendo numerosi incarichi, soprattutto in campo sociale e culturale.
Riunì nel castello di Colmar-Berg una collezione privata di opere d'arte contemporanea, che fu presentata per la prima volta al pubblico nel 2003 al Museo Nazionale di Storia dell'Arte del Lussemburgo.
Supervisionò con competenza i lavori di restauro del Palazzo Granducale, iniziati nel 1991 e terminati nel 1996.

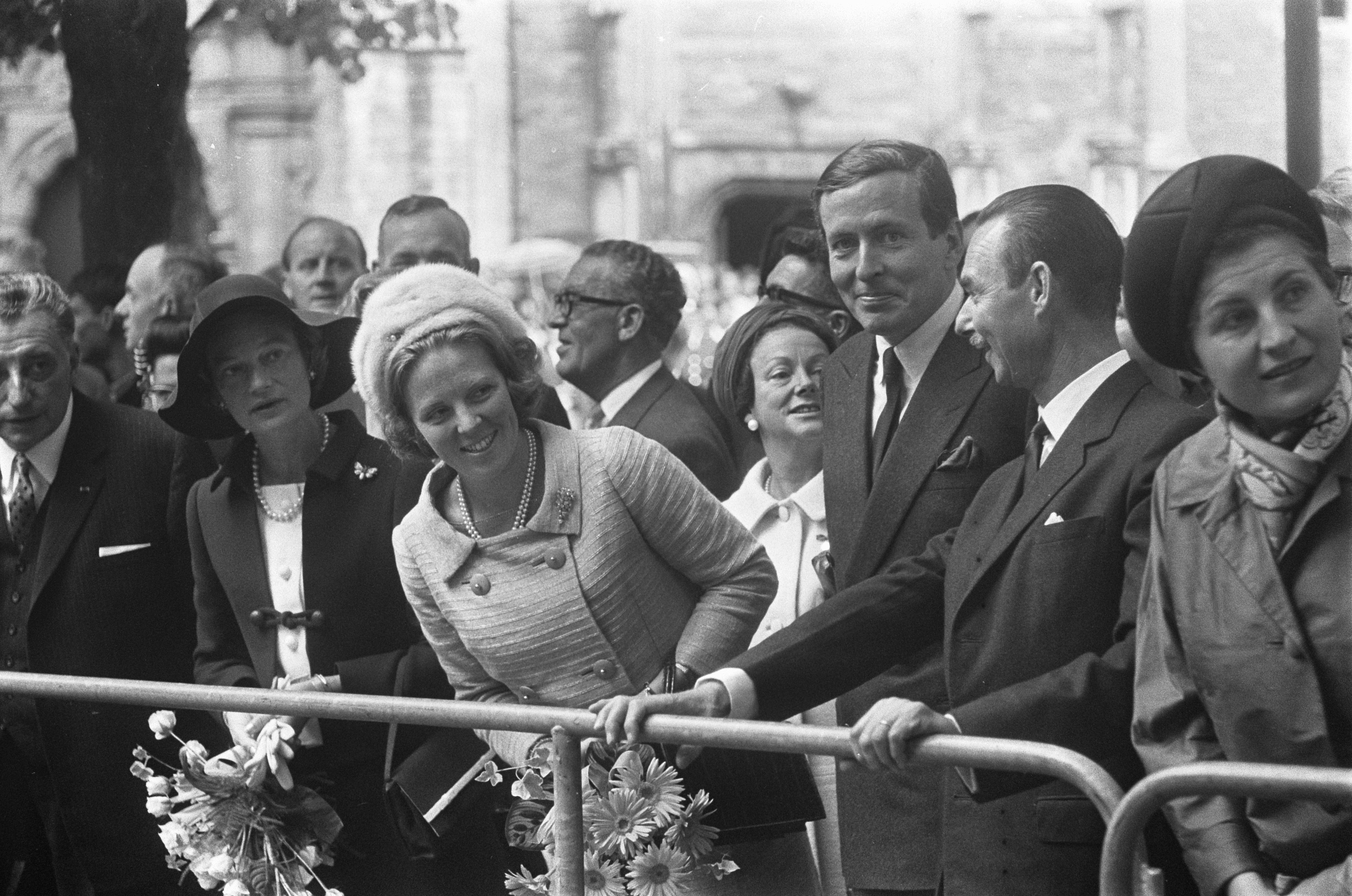
Giuseppina insieme al marito ed a Beatrice dei Paesi Bassi e Claus van Amsberg

La granduchessa fu Presidentessa d'Onore dell'Orchestra filarmonica del Lussemburgo e concesse il suo patronato al Circolo Artistico del Lussemburgo.
In campo sociale occupò differenti ruoli: presidenza della Croce Rossa Lussemburghese e della Fondazione Lussemburghese contro il Cancro, patronato di SOS-Villages d'enfants-Louxembourg e del Comitato Lussemburghese per l'UNICEF.
Giuseppina ricevette tre decorazioni lussemburghesi: la Grande Croce dell'Ordine del Leone d'Oro di Nassau, la Grande Croce dell'Ordine dei Meriti Civili e Militari di Adolfo di Nassau e la Grande Croce dell'Ordine Granducale della Corona di Chêne.

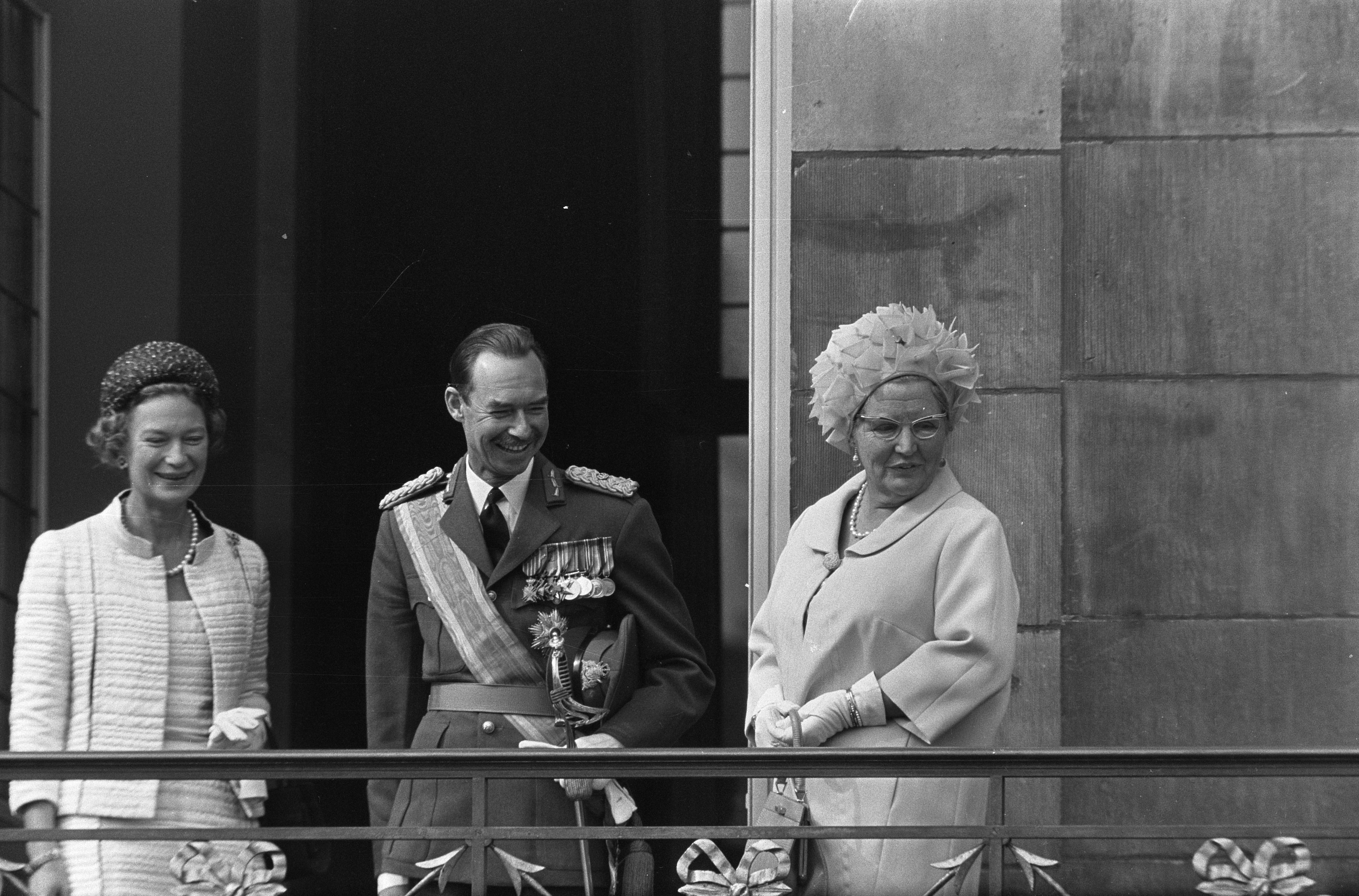
Giuseppina con Giovanni di Lussemburgo e Giuliana dei Paesi Bassi il 12 settembre 1967

Nel 2003 la Corte annunciò che la granduchessa era ammalata di cancro ai polmoni ed annullò tutte le cerimonie ufficiali previste per i festeggiamenti delle sue nozze d'oro.

### Morte
Giuseppina morì il 10 gennaio del 2005 nel castello di Fischbach, dove si era stabilita con il marito a partire dall'anno 2000, dopo l'abdicazione.
Celebrati dall'arcivescovo di Lussemburgo monsignor Fernand Franck, i funerali ebbero luogo nella cattedrale di Notre-Dame.
Secondo le sue ultime volontà, le sue spoglie furono in seguito cremate. L'urna che contiene le sue ceneri è deposta nella cripta della famiglia granducale nella cattedrale di Notre-Dame.
Cinque mesi dopo la sua morte, la famiglia granducale inaugurò ufficialmente nella città di Lussemburgo la Sala dei Concerti Granduchessa Giuseppina Carlotta.

## Discendenza
Giuseppina Carlotta e Giovanni di Lussemburgo ebbero cinque figli:
- Principessa Marie Astrid (nata il 17 febbraio 1954), sposata con Carlo Cristiano d'Asburgo-Lorena;
- Granduca Enrico (nato il 16 aprile 1955), sposato con María Teresa Mestre; hanno figli.
- Principe Giovanni (nato il 15 maggio 1957), sposato con Hélène Vestur. Il 26 settembre 1986 ha rinunciato ai diritti di successione a nome suo e dei suoi discendenti; i figli e la moglie portarono il titolo di Conti di Nassau fino a quando ricevettero il titolo di Principi di Nassau il 24 novembre 2004;
- Principessa Margherita (nata il 15 maggio 1957), sposata con Nikolaus del Liechtenstein; hanno figli.
- Principe Guglielmo (nato il 1º maggio 1963); sposato con Sibilla Weiller (pronipote di Alfonso XIII di Spagna). I figli portano il titolo di Principi di Nassau.

## Onorificenze

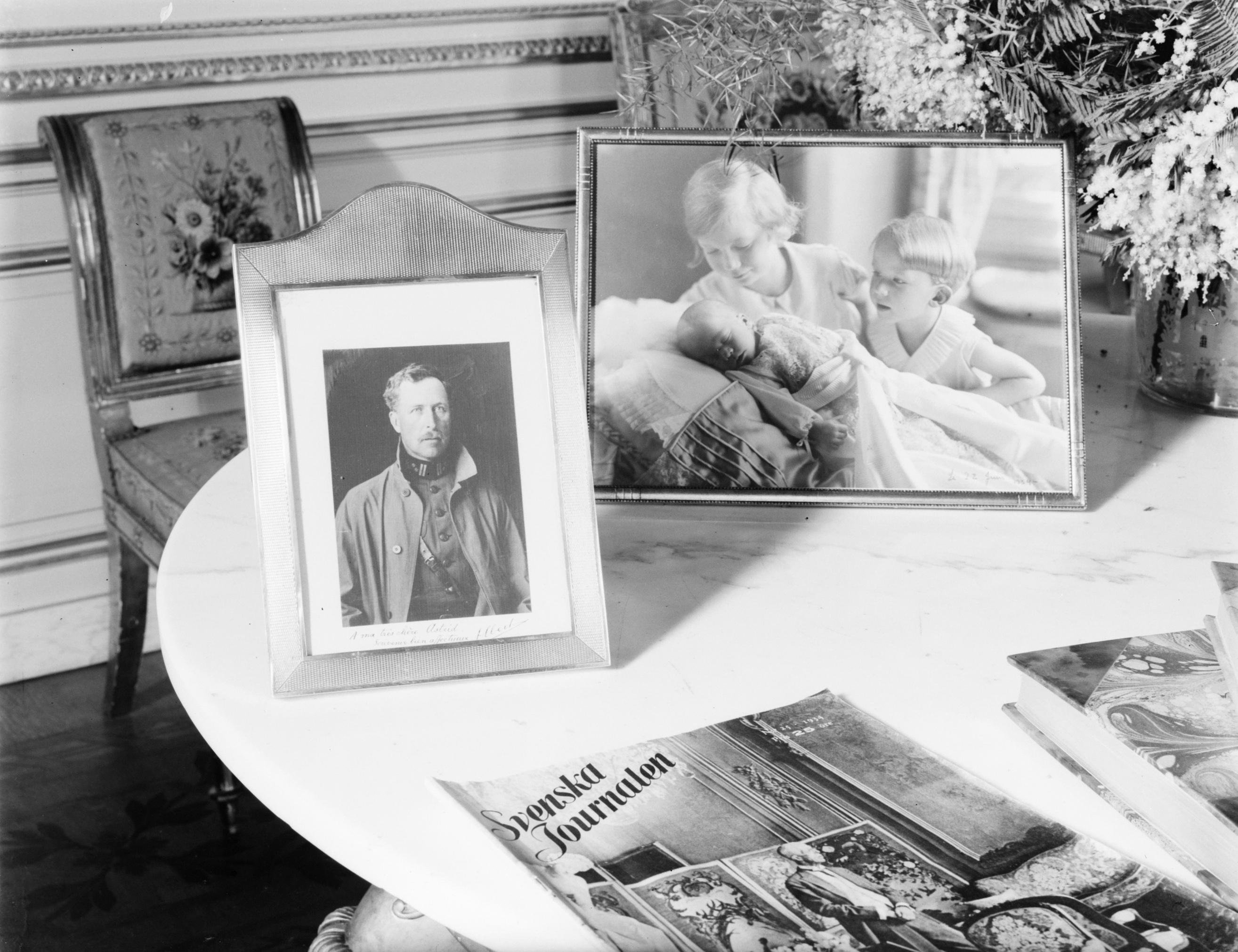
Una fotografia del 6 giugno 1934 raffigurante tavolino con una rivista svedese e le foto incorniciate del re Alberto I del Belgio e della principessa Giuseppina e del principe Baldovino del Belgio in tenera età che si chinano sulla culla del fratello, il futuro Alberto II del Belgio

Il monogramma personale della granduchessa Giuseppina.

## Ascendenza
|                                 |                    |                                   | Genitori                                  |  |  | Nonni |  |  | Bisnonni           |  |  | Trisnonni             |  |
|                                 |                    |                                   |                                           |  |  |       |  |  | Filippo del Belgio |  |  | Leopoldo I del Belgio |  |
|                                 |                    |                                   |                                           |  |  |       |  |  | Filippo del Belgio |  |  | Leopoldo I del Belgio |  |
|                                 |                    | Luisa d'Orléans                   |                                           |  |  |       |  |  | Filippo del Belgio |  |  |                       |  |
| Alberto I del Belgio            |                    |                                   |                                           |  |  |       |  |  | Filippo del Belgio |  |  |                       |  |
|                                 |                    | Maria di Hohenzollern-Sigmaringen | Carlo Antonio di Hohenzollern-Sigmaringen |  |  |       |  |  |                    |  |  |                       |  |
|                                 |                    | Maria di Hohenzollern-Sigmaringen | Carlo Antonio di Hohenzollern-Sigmaringen |  |  |       |  |  |                    |  |  |                       |  |
|                                 |                    | Maria di Hohenzollern-Sigmaringen | Giuseppina di Baden                       |  |  |       |  |  |                    |  |  |                       |  |
| Leopoldo III del Belgio         |                    | Maria di Hohenzollern-Sigmaringen |                                           |  |  |       |  |  |                    |  |  |                       |  |
|                                 |                    | Carlo Teodoro duca in Baviera     | Massimiliano Giuseppe in Baviera          |  |  |       |  |  |                    |  |  |                       |  |
|                                 |                    | Carlo Teodoro duca in Baviera     | Massimiliano Giuseppe in Baviera          |  |  |       |  |  |                    |  |  |                       |  |
|                                 |                    | Carlo Teodoro duca in Baviera     | Ludovica di Baviera                       |  |  |       |  |  |                    |  |  |                       |  |
| Elisabetta Gabriella di Baviera |                    | Carlo Teodoro duca in Baviera     |                                           |  |  |       |  |  |                    |  |  |                       |  |
|                                 |                    | Maria José di Braganza            | Michele I del Portogallo                  |  |  |       |  |  |                    |  |  |                       |  |
|                                 |                    | Maria José di Braganza            | Michele I del Portogallo                  |  |  |       |  |  |                    |  |  |                       |  |
|                                 |                    | Maria José di Braganza            | Adelaide di Löwenstein-Wertheim-Rosenberg |  |  |       |  |  |                    |  |  |                       |  |
| Giuseppina Carlotta del Belgio  |                    | Maria José di Braganza            |                                           |  |  |       |  |  |                    |  |  |                       |  |
|                                 | Oscar II di Svezia | Oscar I di Svezia                 |                                           |  |  |       |  |  |                    |  |  |                       |  |
|                                 | Oscar II di Svezia | Oscar I di Svezia                 |                                           |  |  |       |  |  |                    |  |  |                       |  |
|                                 | Oscar II di Svezia | Giuseppina di Leuchtenberg        |                                           |  |  |       |  |  |                    |  |  |                       |  |
| Carlo di Svezia                 | Oscar II di Svezia |                                   |                                           |  |  |       |  |  |                    |  |  |                       |  |
|                                 |                    | Sofia di Nassau                   | Guglielmo di Nassau                       |  |  |       |  |  |                    |  |  |                       |  |
|                                 |                    | Sofia di Nassau                   | Guglielmo di Nassau                       |  |  |       |  |  |                    |  |  |                       |  |
|                                 |                    | Sofia di Nassau                   | Paolina di Württemberg                    |  |  |       |  |  |                    |  |  |                       |  |
| Astrid di Svezia                |                    | Sofia di Nassau                   |                                           |  |  |       |  |  |                    |  |  |                       |  |
|                                 |                    | Federico VIII di Danimarca        | Cristiano IX di Danimarca                 |  |  |       |  |  |                    |  |  |                       |  |
|                                 |                    | Federico VIII di Danimarca        | Cristiano IX di Danimarca                 |  |  |       |  |  |                    |  |  |                       |  |
|                                 |                    | Federico VIII di Danimarca        | Luisa d'Assia-Kassel                      |  |  |       |  |  |                    |  |  |                       |  |
| Ingeborg di Danimarca           |                    | Federico VIII di Danimarca        |                                           |  |  |       |  |  |                    |  |  |                       |  |
|                                 |                    | Luisa di Svezia                   | Carlo XV di Svezia                        |  |  |       |  |  |                    |  |  |                       |  |
|                                 |                    | Luisa di Svezia                   | Carlo XV di Svezia                        |  |  |       |  |  |                    |  |  |                       |  |
|                                 |                    | Luisa di Svezia                   | Luisa dei Paesi Bassi                     |  |  |       |  |  |                    |  |  |                       |  |
|                                 |                    | Luisa di Svezia                   |                                           |  |  |       |  |  |                    |  |  |                       |  |